# آرتور شیلدز
آرتور شیلدز (انگلیسی: Arthur Shields؛ ۱۵ فوریهٔ ۱۸۹۶ – ۲۷ آوریل ۱۹۷۰) هنرپیشه اهل ایرلند بود.
از فیلم‌هایی که وی در آن نقش داشته است، می‌توان به چالشی برای لسی، دره من چه سرسبز بود، برداشت محصول تصادفی، لسی به خانه بر می‌گردد، او یک روبان زرد بست، طبل‌ها با چرخش پا و خیش و ستارگان اشاره کرد.

## زندگی شخصی
شیلدز در سال 1920 با بازی مگی ازدواج کرد و پسرشان آدام در سال 1927 به دنیا آمد. در سال 1943، این زوج طلاق گرفتند و شیلدز با آیدین اوکانر ازدواج کرد. دختر آنها کریستین در سال 1946 به دنیا آمد. آیدین در سال 1950 درگذشت. ازدواج سوم شیلز با لوری بیلی در سال 1955 تا زمان مرگ او ادامه داشت. 